# Ullerøy
Ullerøy est une localité de la municipalité de Sarpsborg, dans le comté d'Østfold, en Norvège.

## Description
Ullerøy est un village et une péninsule, situé entre Skjeberg et Skjærvika. La connexion continentale à Nordre Karlsøy part également d'ici.
Avant la fusion en 1992, Ullerøy faisait partie de la municipalité de Skjeberg. L'église d'Ullerøy (Ullerøy kirke) a été achevée en 1725. Elle a été construite en bois et peut accueillir 160 personnes. Il y a aussi un cimetière près de l'église.

## Galerie

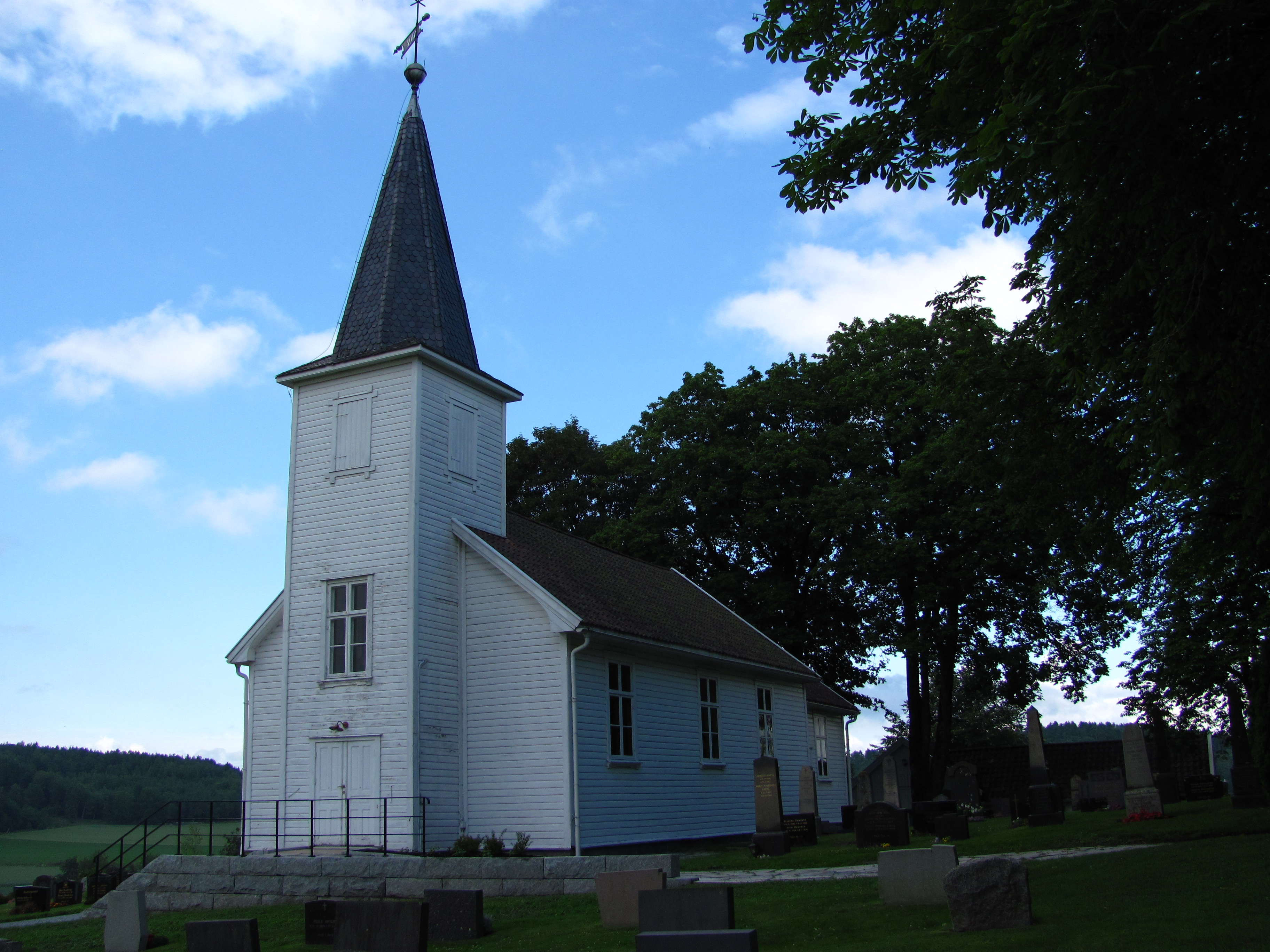
Eglise de Ulleroy
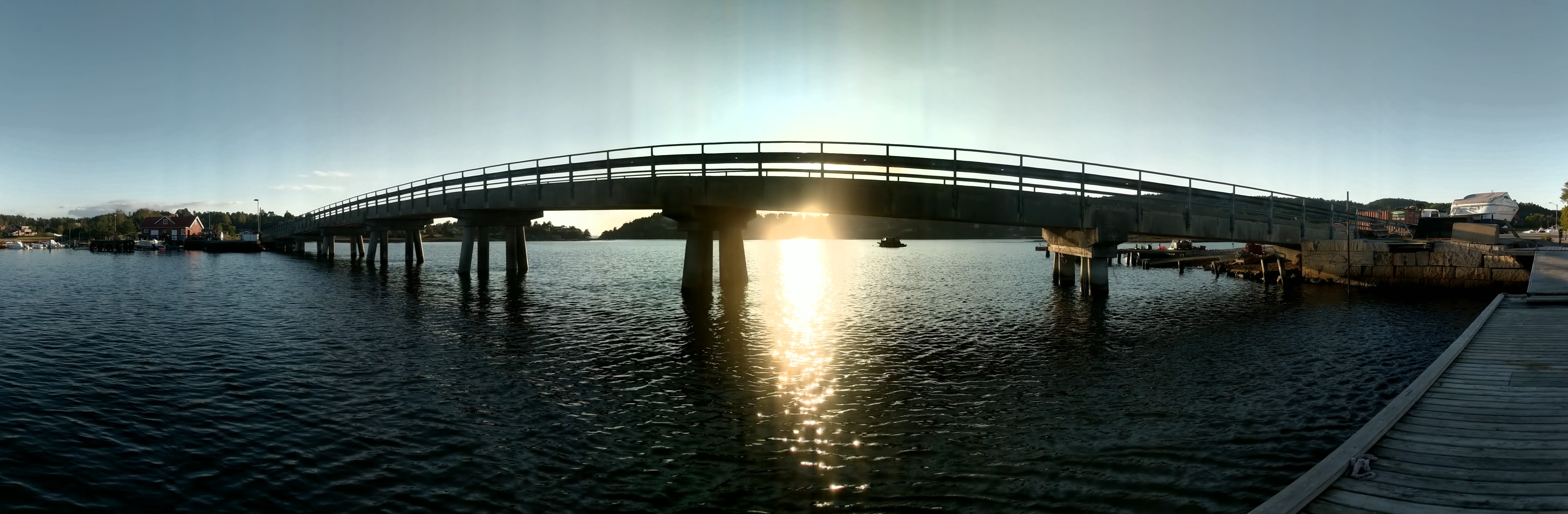
Pont de Karlsoy